# Judah Touro
Judah Touro (16 de junho de 1775 – 18 de janeiro de 1854) foi um empresário e filantropo norte-americano, considerado o maior filantropo judeu dos Estados Unidos.

## Início da vida e carreira
O pai de Touro, Isaac Touro, da Holanda, foi escolhido como hazzan na Sinagoga de Touro em 1762, uma congregação sefardita portuguesa em Newport (Rhode Island). A família mudou-se para Nova York em 1780, depois que os britânicos ocuparam Newport durante a Guerra de Independência dos Estados Unidos; dois anos depois, eles se mudaram para Kingston, Jamaica. Com a morte de Isaac em 1783, sua esposa Reyna mudou-se com a família para Boston para viver com seu irmão Moses Michael Hays. Ela morreu em 1787, e Judah e seus irmãos foram criados pelo tio, um comerciante que ajudou a fundar o primeiro banco de Boston. 
Touro se apaixonou por sua prima, mas o pai dela proibiu o casamento deles, e o enviou em uma viagem comercial ao Mediterrâneo como forma de acabar com o romance. Judah foi para Nova Orleans em outubro de 1801, onde abriu uma pequena loja. Ele vendia sabão, velas, bacalhau e outras exportações da Nova Inglaterra, tornando-se um importante comerciante e armador, principalmente depois que a Compra da Luisiana impulsionou o crescimento da região e seu comércio.
Apesar de sua saúde debilitada, ele se alistou no exército de Andrew Jackson na Guerra Anglo-Americana de 1812. Entretanto, como era incapaz de lutar, ofereceu-se para levar munição para as baterias na Batalha de Nova Orleans e foi atingido na coxa por um tiro de 12 libras que arrancou uma grande massa de carne. Foi dado como morto, mas foi salvo por Rezin Davis Shepherd, um comerciante da Virgínia. Shepherd ajudou a cuidar dele até que ele recuperasse a saúde, e a amizade entre os dois continuou por toda a vida. Ele se recuperou um ano após a guerra e retomou seus interesses comerciais em transporte, comércio e imóveis. Fazia questão de nunca hipotecar propriedades atuais para adquirir novas e viveu uma vida simples em um pequeno apartamento. "Economizava uma fortuna com economia rigorosa", disse ele, "enquanto outros gastavam uma fortuna com suas despesas liberais". 

## Obras de caridade
A fama duradoura de Judah Touro, no entanto, foi como filantropo. Ele contribuiu com US$ 40.000, uma imensa quantia imensa na época, para o cemitério judeu de Newport, e comprou o Old Stone Mill, que na época se acreditava ter sido construído por nórdicos, doando-o à cidade. O parque que o cerca ainda é conhecido como Parque Touro.
Em Nova Orleans, usou os lucros de seu negócio para comprar e dotar um cemitério e construir uma sinagoga, um asilo e uma enfermaria para marinheiros que sofriam de febre amarela, bem como uma igreja unitária para um ministro chamado Theodore Clapp, a quem ele admirava muito. A enfermaria se tornou o maior hospital gratuito da Louisiana, a Enfermaria Touro. Ele foi um grande contribuidor para muitas instituições de caridade cristãs em Nova Orleans, bem como para causas tão variadas como o monumento da Guerra da Independência dos Estados Unidos em Bunker Hill e o socorro às vítimas de um grande incêndio em Mobile (Alabama). Numa campanha de arrecadação de fundos em Nova Orleães para cristãos perseguidos em Jerusalém, ele doou dez vezes mais do que qualquer outro doador. Um perfil de Touro elogiou particularmente sua disposição de doar tanto para causas religiosas judaicas quanto não judaicas: "Um traço admirável evidenciado foi a distribuição não sectária de caridade, enquanto o doador sempre continuou sendo um adepto estrito dos princípios de sua fé." Foi a sua doação de US$ 20.000 ao Hospital Judeu na cidade de Nova York (hoje Hospital Mount Sinai) que permitiu sua inauguração em 1855.
Touro também participava de ações de caridade em nível pessoal, doando US$ 1.500 a uma mulher que pediu ajuda para os filhos famintos e pagando a dívida de US$ 900 de um homem alcoólatra com uma família grande para que os filhos do homem fossem poupados da separação de seus pais. O Rev. Theodore Clapp relatou que Touro deu-lhe não menos que US$ 20.000 ao longo de sua amizade. Diz-se que essas histórias representam apenas uma pequena parte de suas doações pessoais, pois ele preferia permanecer anônimo.  Morais observa: "Seria impossível enumerar todos os atos de beneficência munificente realizados por Judah Touro." 

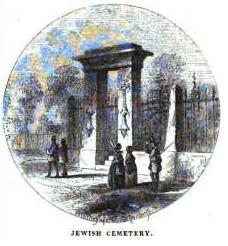
Cemitério Touro em Newport (1850)

Após sua morte, seu patrimônio forneceu doações para quase todas as congregações judaicas nos Estados Unidos, além de legados para hospitais e orfanatos em Massachusetts. Em seu testamento, doou US$ 50.000 para a construção de residências para judeus na Palestina, apontando Sir Moses Montefiore como executor. Com esses recursos, foi construído o primeiro assentamento residencial judaico e asilo fora da Cidade Velha de Jerusalém, Mishkenot Sha'ananim. O custo do projeto superava o valor deixado por Touro, mas Montefiore cobriu a diferença, de 5.000 libras. Um legado à Sociedade de Educação Hebraica da Filadélfia levou à construção em 1891 de um centro de educação judaica chamado Touro Hall em sua homenagem.  Seu testamento doou mais de US$ 500.000 para diferentes causas, uma quantia equivalente a cerca de US$ 9 milhões na atualidade. Seu testamento também incluía outro legado, para sua prima Catherine Hays - "como uma expressão da gentil lembrança que tenho daquela estimada amiga". Hays, no entanto, morreu na Virgínia apenas alguns dias antes da morte de Touro. 
Ele foi enterrado no Cemitério Judeu Touro de Newport. A inscrição em sua lápide diz: "À memória de / Judah Touro / Ele a inscreveu no Livro da / Filantropia / Para ser lembrado para sempre." 
O Touro College, no estado de Nova York, recebeu esse nome em homenagem a ele e a seu pai Isaac.

## Nova Orleans

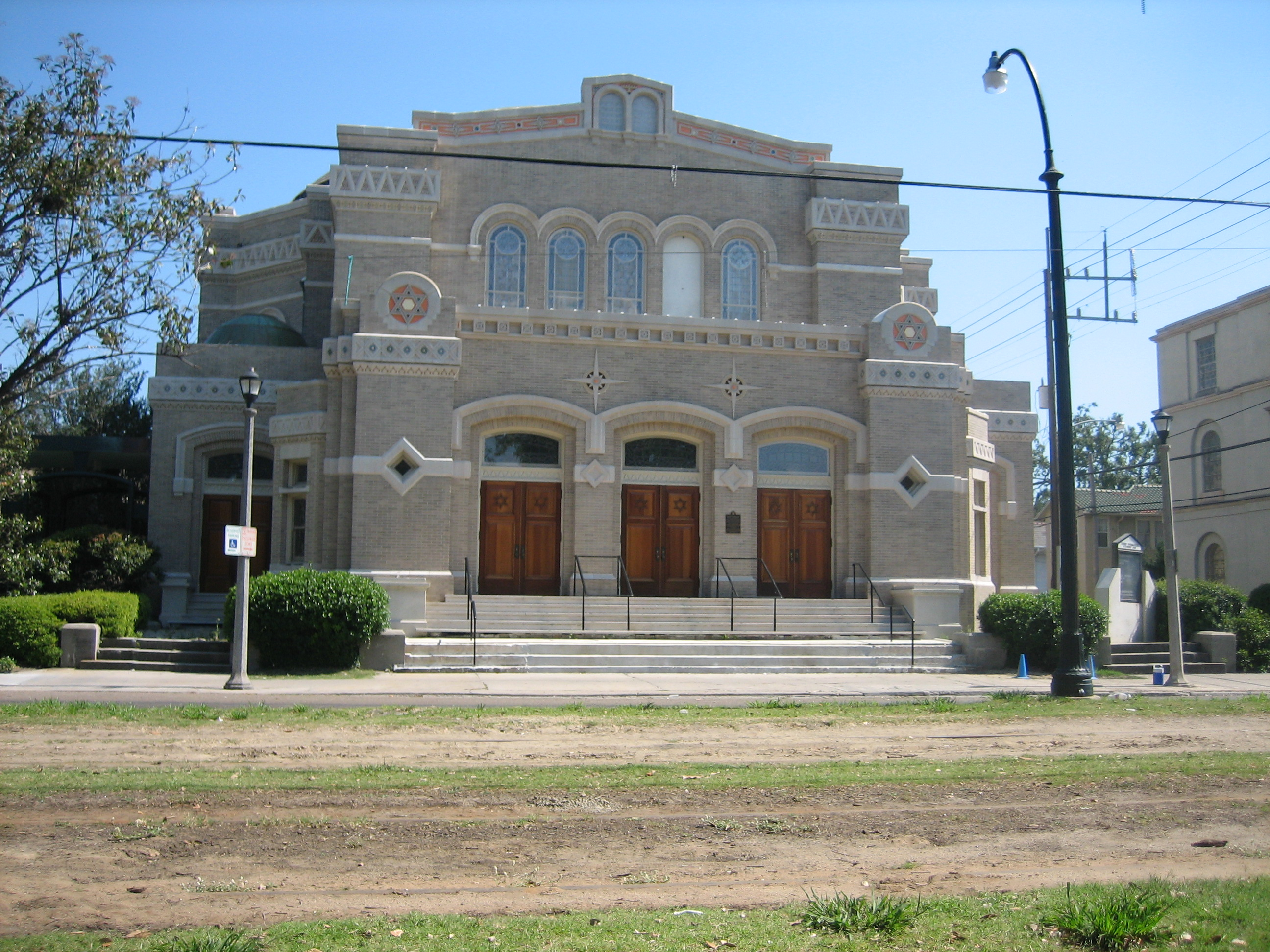
Sinagoga Touro, Uptown New Orleans

Touro viveu em Nova Orleans por mais de 50 anos e, na época de sua morte, era um dos membros mais ricos e proeminentes da comunidade judaica da cidade. A Enfermaria de Touro e a Sinagoga de Touro, nomeadas em sua memória e erguidas graças à sua caridade, estão entre seus legados mais proeminentes na cidade.
A bolsa de estudos Judah Touro é concedida na Universidade Tulane em Nova Orleans. Entre os vencedores do prêmio estava o falecido juiz da Luisiana Henry L. Yelverton.